# Tosa inu
Tosa inu je velik japonski borilni pes, ki je v Evropi razmeroma redek, v Sloveniji pa skoraj neznan. Če je pravilno vzgojen, je izvrsten čuvaj.

## Opis
Tosa inu ima čokato in mišičasto telo z ravnim in kompaktnim hrbtom ter rahlo pritegnjenim trebuhom. Gobec živali je top in kvadrast s črno masko. Uhlji so pobešeni, koža na njih pa je tanka. Oči so majhne, dlaka pa gosta in kratka rdečkasto srnje barve (bele lise so dovoljene). Obstajajo tudi temnejši odtenki rjave. Rep je srednje dolg in dokaj debel.
Po naravi ni divji pes in je ob pravilni vzgoji miren, poslušen in zvest gospodarju. Ob vzgajanju v borbenega psa pa pokaže svojo nepopustljivost in veliko moč.

## Zgodovina
Ob koncu 19. stoletja so pasmo borilnih psov, ki so jih vzredili v japonski provinci Koči, križali z evropskimi pasmami mastifov (mastifom, buldogom, nemško dogo, bernardincem, itn.) in vzgojili novo pasmo, ki je danes poznana pod imenom Tosa inu (po mestu Tosa na japonskem otoku Šikoku). Danes so na Japonskem boji med temi psi dovoljeni, saj gre za nekrvave, skoraj obredne spopade v katerih praviloma ni težjih poškodb.

## Življenjsko okolje
Kljub svoji velikosti je ta pasma primerna za hišnega psa, saj se lahko prilagodi tudi življenju v utesnjenih prostorih. Dobro prenaša mraz, zaradi česar lahko živi tudi na prostem. Pomembno je le, da ima veliko stikov z ljudmi, zlasti z gospodarjem. Le tako bo namreč ta pes ohranil miren značaj.